# Chiến dịch Khalkhin-Gol
Chiến dịch Khalkhyn Gol (trong một số tài liệu gọi là Halhin Gol) (Tiếng Nga: бои на реке Халхин-Гол; Tiếng Mông Cổ:Халхын голын байлдаан; Tiếng Nhật: ノモンハン事件 Nomonhan jiken — Sự kiện Nặc Môn Khâm (Nomonhan), Tiếng Việt còn đọc là: Chiến dịch Khan-Khin Gôn) là trận giao tranh nhưng không tuyên bố trong Chiến tranh biên giới Xô-Nhật năm 1939. Tên trận đánh được đặt theo tên dòng sông Khalkhyn Gol chảy qua chiến trường. Trong tiếng Nhật, nó có tên là Sự kiện Nomonhan hay sự kiện Nặc Môn Khâm, tên một ngôi làng gần biên giới giữa Mông Cổ và Mãn Châu quốc.
Chiến dịch Khalkhyn Gol không phải là trận đánh năm 1945 khi Liên Xô mở Chiến dịch Bão tháng Tám tại Mãn Châu.

## Hoàn cảnh
Sau khi hoàn tất đánh chiếm bán đảo Triều Tiên và dựng nên nhà nước bù nhìn Mãn Châu, cộng thêm tình hình châu Âu lúc đó đang căng thẳng cùng và với việc Liên Xô đang bận đối phó ở đó, quân đội Nhật lại tấn công vào lãnh thổ Cộng hòa nhân dân Mông Cổ tại khu vực sông Khalkhyn Gol. Trước đó quân đội Nhật từng tấn công vào lãnh thổ Liên Xô tại khu vực hồ Khasan vào tháng 7-1938. Nhưng chỉ trong mấy ngày, quân xâm lược bị đánh bại thảm hại và phải ký kết hiệp định chấm dứt cuộc xâm lược. Quân đội cả hai phía đều được triển khai dọc biên giới và đặt trong tình trạng báo động cao.
Năm 1939, Nhật thành lập nhà nước bù nhìn Mãn Châu, phía Nhật lấy sông Khalkhyn Gol làm ranh giới giữa Mãn Châu và Cộng hòa nhân dân Mông Cổ. Đáp lại, Cộng hòa nhân dân Mông Cổ và đồng minh Liên Xô tuyên bố rằng biên giới cách dòng sông 16 km (10 dặm) về phía đông của dòng sông, ngay phía đông làng Nomonhan.
Lực lượng quân đội chủ yếu của chính phủ Mãn Châu là Đạo quân Quan Đông của Nhật, bao gồm một số đơn vị lính tinh nhuệ của Nhật Bản, ngoài ra còn có sư đoàn IJA 23 đồn trú tại vùng phía tây Mãn Châu gần sông Hailar, một nhánh sông Amur dưới sự chỉ huy của tướng Komatsubara Michitarō và một số sĩ quan quân đội Mãn Châu và một số đơn vị biên phòng Mãn Châu.
Lực lượng của phía Liên Xô bao gồm Sư đoàn đặc biệt số 57 đồn trú tại Quân khu Trans-Baikal với nhiệm vụ bảo vệ biên giới giữa Siberia và Mãn Châu. Ngoài ra còn có một số đơn vị nhỏ của Mông Cổ.

## Tháng 5, 6 và 7

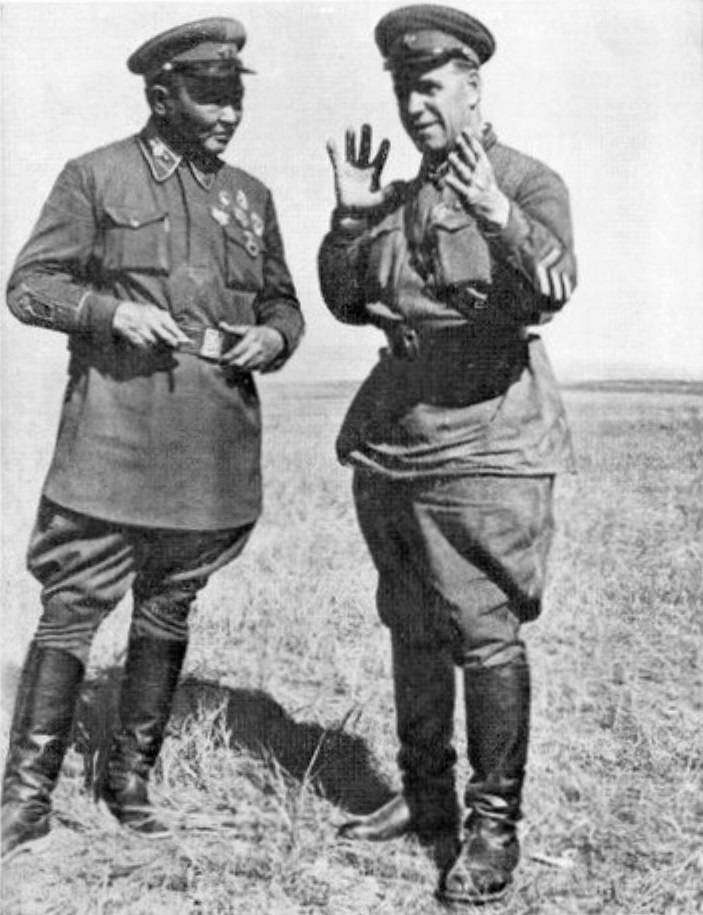
Tướng G. K. Zhukov (quân đội Liên Xô) và nguyên soái Khorloogiin Choibalsan (quân đội Mông Cổ) trong Chiến dịch Khalkhyn Gol

Sự kiện bắt nguồn từ cuộc giao tranh nhỏ vào ngày 11 tháng 5 năm 1939. Một đơn vị kị binh Mông cổ gồm khoảng 70-90 người đi vào khu vực tranh chấp để đi tìm ngựa của họ. Bị một đơn vị kị binh Mãn Châu tấn công và buộc họ quay trở lại bờ kia sông Khalkhin Gol. Hai ngày sau, quân Mông Cổ phản công với lực lượng đông hơn hẳn và quân Mãn châu phải bỏ chạy.
Ngày 14, Thiếu tá Yaozo Azuma đưa trung đoàn trinh sát số 23, được hỗ trợ bởi trung đoàn số 64 trực thuộc sư đoàn cung tên dưới sự chỉ huy của đại tá Takemitsu Yamagata, vào vùng tranh chấp. Sau khi có quân Liên Xô tiếp viện, quân Mông Cổ tấn công quân Nhật song không thể đánh lùi quân đội Nhật. Tổ chức lại lực lượng, liên quân Liên Xô - Mông Cổ tiến hành bao vây và tiêu diệt quân đội Nhật vào 28 tháng 5. Quân Nhật chết 97 người, bị thương 33 người, chiếm 63% thương vong.
Vào ngày 27 tháng 6, quân Nhật bắt đầu những trận không kích. Lữ đoàn không quân số 2 của Nhật ném bom căn cứ không quân của Liên Xô tại Tamsak-Bulak, Mông Cổ. Quân Nhật giành phần thắng, số máy bay của Liên Xô bị phá hủy nhiều hơn hai lần số máy bay Nhật bị bắn hạ, song cuộc tấn công này do đạo quân Quan Đông tự ý tổ chức chứ không được Bộ chỉ huy quân đội Đế quốc Nhật Bản tại Tokyo cho phép. Ngay lập tức, Tokyo cấm Không quân Nhật Bản thực hiện thêm bất cứ cuộc không kích nào.
Vào tháng 6, chỉ huy mới của Hồng Quân Liên Xô được điều động tới: Tư lệnh cấp sư đoàn (từ tháng 8 năm 1939, thăng lên Tư lệnh cấp quân đoàn) Georgi Zhukov. Trong tháng 6, theo nhiều tài liệu và báo cáo, thì xung đột giữa hai bờ sông vẫn diễn ra. Cuối tháng 6, chỉ huy sư đoàn số 23 của Nhật, Trung tướng Komatsubara Michitarō, được phép "trục xuất bọn xâm lược". Quân Nhật đề ra kế hoạch tấn công theo hai hướng. Ba trung đoàn vào một nhóm, bao gồm ba trung đoàn từ sư đoàn số 23 - trung đoàn bộ binh 71 và 72, nhập vào một tiểu đoàn của trung đoàn bộ binh số 64; và trung đoàn bộ binh số 26 sẽ do Đại tá Shinichiro Sumi, "mượn từ" sư đoàn số 7, sẽ nhanh chóng vượt sông Khalkin Gol, tiêu diệt liên quân quân Liên Xô-Mông Cổ tại đồi Ba Anh Ca (Baintsagan) phía bờ Tây rồi rẽ ngoặt về phía trái, mau chóng đi về phía nam tới cầu Kawatama. Mũi thứ hai bao gồm trung đoàn tăng số 3 và 4, cộng thêm một phần của trung đoàn số 64, một tiểu đoàn của trung đoàn bộ binh số 28 được tách ra từ sư đoàn số 7, trung đoàn công binh số 24, và một tiểu đoàn của trung đoàn pháo binh số 13, do trung tướng Masaomi Yasukoa chỉ huy. Mũi tiến công này có nhiệm vụ tấn công quân Liên Xô tại bờ đông sông Khalkhyn Gol và phía nam sông Holsten. Hai mũi tiến công của quân Nhật sẽ gặp nhau tại hậu phương của quân Liên Xô và bao vây họ.
Mũi tiến công phía bắc vượt sông Khalkhyn Gol một cách dễ dàng, tập kích quân Liên Xô tại đồi Ba Anh Ca (Baintsagan), và mau chóng tiến về phía nam dọc theo bờ tây con sông. Tuy nhiên, tướng Zhukov nhận thấy được mối nguy hiểm, ông tổ chức phản công với 450 xe tăng và xe bọc thép. Lực lượng cơ giới của Liên Xô, dù không có bộ binh yểm trợ, vẫn tấn công quân Nhật và gần như bao vây được chúng, tiêu diệt toàn bộ xe tăng và gây tương vong cho hơn 100 tên địch. Quân Nhật mũi phía bắc bị mất đường tiếp viện, do chỉ có duy nhất một chiếc cầu phao bắc qua sông để tiếp viện (và hầu hết kỹ sư cầu đường của Nhật được điều đi để tham gia Chiến tranh Trung-Nhật), và buộc phải đầu hàng, quay trở lại bờ bên kia vào 5 tháng 7. Trong lúc đó mũi tiến công của Nhật ở phía Nam bất thần tấn công vào đêm 2 tháng 7, để tránh pháo binh Liên Xô đang ở khu đất cao phía bờ tây sông Khalkhyn Gol. Tuy nhiên quân Nhật mất một nửa quân số của lực lượng cơ giới, và vẫn không phá vỡ nổi phòng tuyến của quân Liên Xô phía bờ tây cũng như không thể tới được cầu Kawatama. Sau trận phản công của quân Liên Xô vào ngày 9 tháng 7, quân Nhật ở mũi tiến công độc lập này do Yasuoka chỉ huy bị xóa sổ.
Quân đội hai bên tiếp tục giao tranh thêm hơn hai tuần nữa, dọc theo 4 km bờ phía đông của sông Khalkhyn Gol cho tới chỗ đổ vào sông Holsten. Quân của Zhukov đã rời căn cứ 465 dặm nên ông phải thành lập đội xe vận tải để tiếp viện gồm 2600 chiếc, trong khi quân Nhật gặp phải vấn đề tiếp viện vì thiếu xe vận tải. Ngày 23 tháng 7, quân Nhật mở một cuộc tấn công quy mô lớn, sử dụng hai sư đoàn số 64 và 72 để tấn công quân Liên Xô đang bảo vệ cầu Kawatama. Các đơn vị pháo binh Nhật pháo kích dồn dập vào các vị trí của Liên Xô nên một nửa chỗ đạn dự trữ đem theo hết chỉ trong 2 ngày. Cuộc tấn công đạt một số kết quả, song quân Nhật không thể nào phá vỡ phòng tuyến của quân Liên Xô và không thể tới được cầu. Quân Nhật buộc phải ngừng tấn công vì thương vong quá nhiều và hết đạn pháo, và lâm vào thế "tiến thoái lưỡng nan".

## Tháng 8: Trận phản công của tướng Zhukov

### Chuẩn bị
Quân Nhật tập hợp lại, và chuẩn bị một cuộc tấn công lớn nhằm vào quân đội Xô Viết vào 24 tháng 8. Nhưng họ không có cơ hội đó. Khi biết được tin quân Nhật tiếp tục chuẩn bị mở một cuộc tấn công mới, phía Liên Xô đã nhanh chóng đề ra kế hoạch đánh dứt điểm quân Nhật để trừ hậu họa. Tướng Zhukov tập trung quân lại, thành lập một mũi tiến công lớn bao gồm 3 lữ đoàn xe tăng (số 4, 6 và 11), hai lữ đoàn cơ giới (số 7 và 8, bao gồm xe bọc thép và có sự yểm trợ của bộ binh). Lực lượng này được đưa vào cánh trái và cánh phải của quân đội Liên Xô. Tổng cộng, tướng Zhukov đã điều động 3 sư đoàn bộ binh, 2 sư đoàn xe tăng và thêm hai lữ đoàn xe tăng độc lập (tổng cộng là 498 xe tăng), hai sư đoàn bộ binh cơ giới. Ngoài ra, ngay từ lúc mới nhậm chức ở mặt trận này, tướng Zhukov đã yêu cầu huy động một lực lượng lớn máy bay tối tân của Không quân Xô Viết cùng với những phi công ưu tú, chính điều này đã khiến Liên Xô đảm bảo ưu thế ở bầu trời và góp phần làm nên chiến thắng của cuộc phản công. Trước trận phản công quyết định, ông đã có trong tay lực lượng không quân lên tới 250 máy bay tiêm kích và ném bom. Hai sư đoàn kị binh Mông Cổ cũng tham gia trận đánh. Về phía quân Quan Đông, chỉ có 2 sư đoàn thiết giáp hạng nhẹ thuộc sư đoàn số 23 của trung tướng Michitarō Komatsubara, cách trận đánh hơn 100 dặm.
Hơn nữa, tướng Zhukov đã tổ chức những hoạt động ngụy trang khéo léo nhằm che giấu các hoạt động chuẩn bị của quân đội Xô-Mông. Những cuộc điện đàm qua điện thoại hoàn toàn đề cập đến việc phòng ngự. Những bản tin điện tín bằng mật mã đơn giản, dễ giải mà quân Liên Xô cố tình cho quân Nhật nghe cũng nói về phòng ngự. Cẩm nang "chiến sĩ phòng ngự cần biết" được phát tận tay các chiến sĩ và được cố tình ném qua trận địa quân Nhật. Quân đội Liên Xô còn tạo ra những tiếng động như tiếng đóng cừ trong việc xây dựng thành lũy, tiếng máy bay cất cánh, xe tăng chuyển động,... để quân Nhật nghe tới nhàm tai, không còn để ý tới các tiếng động thật. Còn những tin tức "thật" như kế hoạch tác chiến đều do các sĩ quan tác chiến, tham mưu trưởng,... tự soạn lấy nhằm đảm bảo bí mật. Những văn bản "thật" chỉ do một người thư ký duy nhất đánh máy ra.. Kết quả là quân Nhật hoàn toàn tin tưởng là liên quân Xô-Mông đang tổ chức phòng ngự, trong khi thật sự họ đang chuẩn bị các đơn vị mạnh nhằm "đánh cho gãy xương sống quân Nhật" (chỉ thị của Stalin). Tình báo của Nhật Bản hoàn toàn thất bại trong việc phát hiện quân Liên Xô được tổ chức lại.

### Trận đánh bắt đầu
Ngày 20 tháng 8, 4 ngày trước khi quân Nhật dự tính tấn công là chủ nhật, thế là quân Nhật cho nhiều tướng tá nghỉ phép. Đoán trước được tình huống đó, Zhukov quyết định đã tới lúc để tấn công.

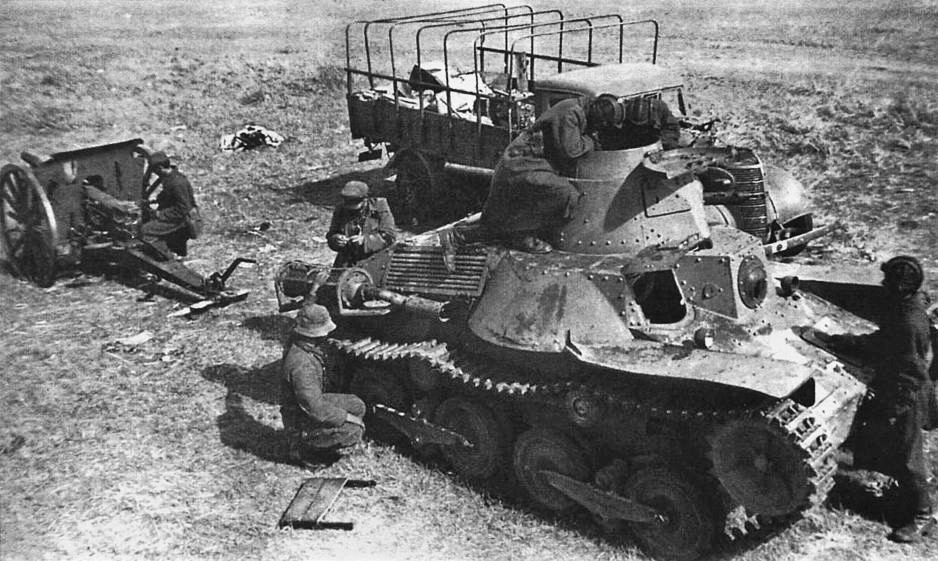
Xe tăng Type 95 Ha-Go của Nhật - Hồng quân Liên Xô chiếm được trong trận đánh

 Lúc 5 giờ 45 phút sáng, pháo binh Liên Xô bắt đầu oanh kích quy mô vào quân Nhật. Sau đó là 150 máy bay ném bom được bảo vệ bởi 100 máy bay chiến đấu bắt đầu tiến hành một cuộc không tập dữ dội. Sau 3 giờ bắn phá ác liệt bằng đại bác và không tập bằng phi cơ, gần năm vạn liên quân Xô-Mông thuộc quân đoàn đặc biệt số 57 bảo vệ bờ đông sông Khalkhyn Gol vượt sông tấn công quân Nhật trên một chiến tuyến dài 70 cây số với ba trung đoàn bộ binh, pháo, một lữ đoàn xe tăng và một số máy bay tốt nhất của Không quân Xô Viết. Khi phòng tuyến quân Nhật bị chọc thủng, các đơn vị cơ giới Liên Xô đánh dọc sườn của quân Nhật, cắt đứt đường liên lạc của họ. Quân Nhật không thể kháng cự lại (trừ một sĩ quan Nhật rút gươm ra và chạy bộ tới tấn công xe tăng của Liên Xô). Khi hai cánh quân của tướng Zhukov tới làng Nomonhan vào ngày 25, sư đoàn 23 của Nhật bị bao vây. Vào 26 tháng 8, cuộc tấn công để giải vây cho sư đoàn 23 của Nhật bị đánh bại. Khi quân Nhật cương quyết không đầu hàng, tướng Zhukov xóa sổ họ bằng những trận pháo kích và không kích. Trận chiến kết thúc vào ngày 31 tháng 8, quân Nhật bị tiêu diệt. Số sống sót tháo chạy về phía đông Nomonhan.
Sau khi tướng Zhukov hoàn toàn tiêu diệt sư đoàn số 23 của Nhật, một sự kiện khác diễn ra cách đó hàng ngàn dặm về phía Tây. Ngay hôm sau, 1 tháng 9 năm 1939, Adolf Hitler bắt đầu xâm lược Ba Lan và Chiến tranh thế giới thứ Hai bùng nổ ở châu Âu. Liên Xô đã ký Hiệp ước Xô-Đức (hay còn gọi là Hiệp ước Molotov–Ribbentrop), và Hồng quân tấn công Ba Lan, Latvia và Estonia. Có lẽ do nhiệm vụ mà Stalin đề ra cho quân đội Liên Xô ở Đông Âu, quân đội Liên Xô không tiến xa hơn nữa vào biên giới của Mãn Châu quốc. Liên Xô và Nhật ký một hiệp định ngừng bắn và nó có hiệu lực ngay những ngày sau đó. Stalin, không còn lo lắng gì nữa về vấn đề biên giới phía đông nên "rảnh tay" để tấn công Ba Lan vào năm 1939, bắt đầu từ 17 tháng 9.

## Kết quả

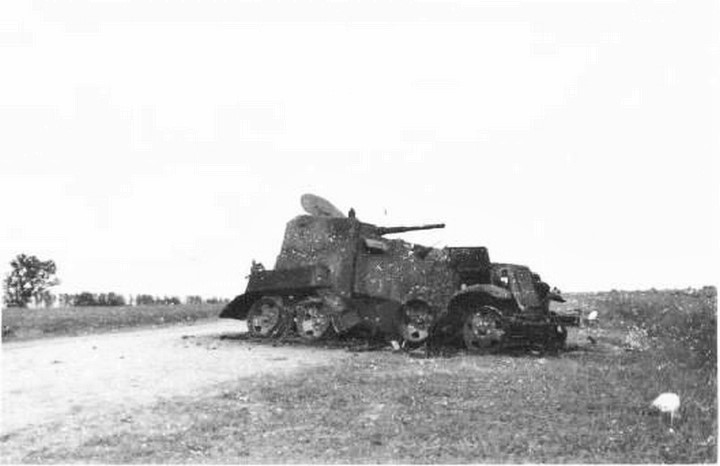
Xe thiết giáp Liên Xô bị Nhật Bản phá hủy trong trận chiến

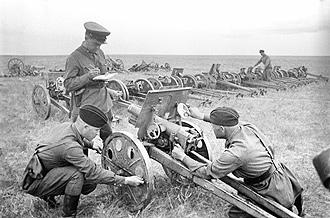
Các khẩu pháo của Nhật Bản mà Liên Xô chiếm được

Có nhiều tài liệu thông báo về con số thương vong khác nhau: Một số tài liệu nói rằng quân Nhật mất 45.000 người và Liên Xô là 17.000. Phía Nhật thông báo chính thức rằng họ mất 8.440 người, bị thương 8.766 người, trong khi lúc dầu Liên Xô khẳng định con số thương vong tổng cộng là 9.284 người. Có vẻ như nó là con số quá ít so với thực tế, và người Nhật không hề muốn kết quả của cuộc chiến ảnh hưởng tới tâm lý của binh sĩ Nhật. Tuy nhiên có một điều chắc chắn là trận thua nhục nhã này khiến hai viên tư lệnh và tham mưu trưởng của đạo quân Quan Đông từ chức, và đông đảo sĩ quan Nhật tham gia chiến dịch đua nhau mổ bụng tự sát. Trong những năm gần đây, nhiều tài liệu mật của Liên Xô được công bố, con số chính xác hơn về số binh sĩ Liên Xô thiệt mạng là 7.974 người, số bị thương là 15.251 người. Một cuộc nghiên cứu tương tự về phía Nhật Bản vừa mới được bắt đầu.
Mặc dù rất ít ai biết được trận chiến này, song nó vẫn quan hệ mật thiết với Chiến tranh thế giới thứ hai. Nó được coi là trận đánh mang tính quyết định của Chiến tranh thế giới thứ hai, bởi lẽ hai nước đầu sỏ của Trục Phát xít, Đức và Nhật, về mặt địa lý không bao giờ có thể liên kết được với nhau, vì Liên Xô nằm ở giữa. Thất bại này khiến cả Hội đồng cơ mật Hoàng gia và các chỉ huy quân đội Đế quốc Nhật Bản phải tính toán lại hướng tấn công chính của họ trong vai trò thành viên của phe Trục. Kết quả của việc lực chọn này là việc thủ tướng Konoe gạt bỏ ngoại trưởng Mastuoka (thân Đức) và đưa Toshida (ôn hoà) lên thay. Trong cuộc họp nội các của chính phủ Konoe ngày 6 tháng 8 và cuộc họp Hội đồng cơ mật hoàng gia Nhật Bản ngày 6 tháng 9, Mặt trận Thái Bình Dương được coi là hướng chiến lược quan trọng hàng đầu, trong khi hướng Viễn Đông - Siberia vẫn được chú ý một khi có thời cơ.. Với lực lượng hải quân được tăng cường và phát triển, hai năm rưỡi sau đó, Đế quốc Nhật Bản tấn công Trân Châu Cảng ngày 7 tháng 12 năm 1941, chỉ một ngày sau khi quân đội Liên Xô mở trận phản công tại khu vực Moskva. Mặc dù quân đội Nhật tạm thời từ bỏ mục tiêu tấn công Liên Xô nhưng vẫn nuôi ý định này. Để rảnh tay hành động trên Mặt trận Thái Bình Dương, Ngày 14 tháng 4 năm 1941, Nhật Bản ký kết với Liên Xô hiệp ước phân định biên giới của Cộng hòa nhân dân Mông Cổ và Mãn Châu quốc, và ngày 13 tháng 5, ký tiếp Hiệp ước trung lập thân thiện Xô-Nhật. "Hòa bình" được duy trì tới khi Hồng quân mở Chiến dịch Bão tháng Tám và quân đội Liên Xô xóa sổ đạo quân Quan Đông cùng Mãn Châu quốc vào tháng 8 năm 1945, trong những tuần cuối cùng của cuộc chiến.

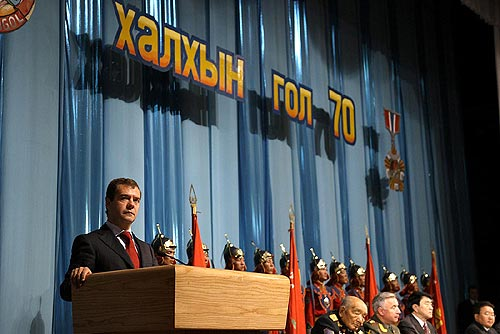
Tổng thống Nga Dmitri Medvedev phát biểu tại Lễ kỷ niệm 70 năm chiến thắng Khalkhin Gol được tổ chức ở Ulan Bator, 5-8-2009

Đây là chiến thắng đầu tiên của "con-người-sớm-trở-nên-nổi-tiếng", Nguyên soái Georgy Zhukov người sau này được trao tặng tới 4 danh hiệu Anh hùng Liên Xô. Zhukov được điều về quân khu Kiev. Những kinh nghiệm từ trận chiến này này giúp Nguyên soái Zhukov tổ chức phản công thằng lợi, bảo vệ được "thủ đô Cộng sản" trong Chiến dịch bảo vệ Moskva, 1941, và sau đó là Trận phản công Stalingrad. Quân đội Liên Xô dồn về phía Tây khi anh hùng tình báo Liên Xô Richard Sorge ở Tokyo đã thông báo rằng quân đội phát xít Nhật sẽ không bao giờ dám tấn công Liên Xô nữa, và điều đó là đúng vì quân đội Nhật không muốn chuốc thêm bất cứ thất bại thê thảm nào ở vùng biên giới giáp Liên Xô. Cuối năm 1942, khi soạn thảo kế hoạch tiêu diệt quân Đức tại Trận Stalingrad, Zhukov sử dụng chiến thuật tương tự như ở trận Khalkhyn Gol: Hồng quân kiềm giữ lực lượng địch ở trung tâm, bí mật chuẩn bị một lực lượng hùng hậu và mở đòn tấn công vào hai cánh, hình thành hai gọng kìm hợp vây quân địch. Chiến thuật này tương tự như Trận Cannae, nhưng tài năng của Zhukov nằm ở chỗ ông nắm rõ khi nào thì thực hiện đòn tấn công và bằng cách nào thực hiện nó.
Người Nhật, dù hiểu được thực lực thật sự của Liên Xô, họ lại không có bất kỳ sự thay đổi lớn nào trong chiến thuật và trong học thuyết quân sự của mình sau thất bại Khalkhyn Gol. Họ tiếp tục nhấn mạnh sự dũng cảm của mỗi cá nhân người lính hơn là ưu thế áp đảo về quân số, vũ khí và lực lượng tăng thiết giáp. Vấn đề chủ yếu của Nhật ở trận Khalkhyn Gol - thiếu hụt các phương tiện chiến đấu cơ giới - một lần nữa làm hại họ khi Hoa Kỳ và Anh phục hồi sau những thất bại năm 1941 và bắt đầu những đợt tấn công vào bản thổ của Đế quốc Mặt trời mọc từ năm 1942.
Thị trấn Choibalsan của Mông Cổ, thuộc tỉnh Dornod - nơi trận đánh diễn ra, có một "Bảo tàng G.K. Zhukov", được dùng chỉ để trung bày hiện vật của tướng Zhukov và trận đánh năm 1939. Thủ đô Ulaanbaatar của Mông Cổ cũng có một "Bảo tàng G.K. Zhukov" tương tự.

## Liên kết mở rộng
- Nomonhan: Japanese-Soviet Tactical Combat, 1939 Lưu trữ ngày 30 tháng 12 năm 2009 tại Wayback Machine
- Bản đồ Chiến dịch Khalkhin Gol